# Космос-367
Космос-367 — советский спутник морской космической системы разведки и целеуказания серии УС-А. Первый спутник с ядерной энергетической установкой БЭС-5 (серийный номер 31) на борту. Был запущен ракетой-носителем Циклон-2 с пусковой установки № 19 площадки № 90 космодрома Байконур 3 октября 1970 года на орбиту с параметрами: перигей 932 км, апогей 1030 км, наклонение 65,3 градусов.
Спутник находился на орбите всего 110 минут, после чего была дана команда выведения на орбиту захоронения (около 1000 км, время жизни объектов на таких орбитах составляет порядка 600 лет). Это решение было принято после сигнала датчиков о повышении температуры первого контура реактора выше допустимой, что говорило о расплавлении активной зоны реактора. Расследование нештатной ситуации показало небрежность сборщиков спутника, неправильно установивших термопару на реакторе. Также были выявлены и другие недостатки БЭС-5, которые требовали проведения дополнительных работ. Были доработаны датчики и логика работы температурного канала управления, а также снижена мощность реактора.